# مروحية انسات
انسات أو انسات كازان هي مروحية روسية.

## تفاصيل

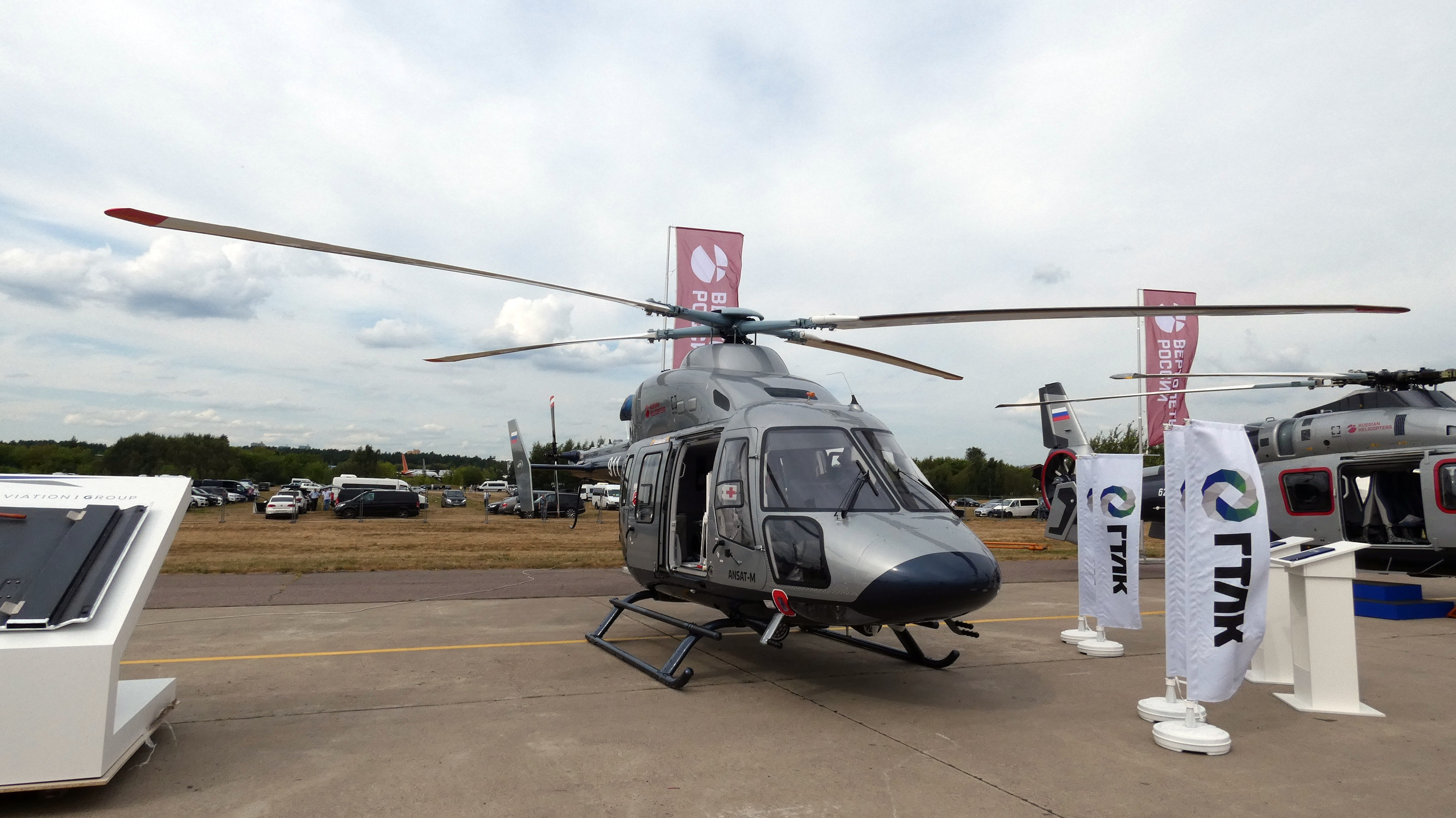
في معرض ماكس الجوي

تصنع مدنية في مصنع قازان للمروحيات التابع لشركة «مروحيات روسيا». ويبلغ وزنها وقت الإقلاع 3.3 طن. وتنقل المروحية 9 ركاب بالإضافة إلى طيار واحد. ويمكن استخدامها من قبل شركات النقل وفرق الإسعاف وأجهزة الأمن والهيئات الخاصة. وتضمن المنظومة الحديثة للقيادة عن بعد والمحركان " PV – 207K " من تصميم شركة برات آند ويتني الكندية تضمن للمروحية التحليق على ارتفاع كبير والمواصفات الفنية العالية، ومما يجعل الطائرة قادرة على منافسة مثيلاتها توفر البساطة في القيادة وفاعلية الوقود العالية والمواصفات البيئية الجيدة.
ويقول الخبراء ان مروحية «انسات» يمكن اعتبارها اصلح المروحيات لسوق الطائرات الأفريقية.
وتعتزم شركة «مروحيات روسيا» تسويق نموذج من مروحية «انسات» تتفق مواصفاته وظروف الصحراء والجبال.